# Amanda Seyfried
Amanda Michelle Seyfried, ameriška gledališka, televizijska ter filmska igralka, pevka, tekstopiska in bivši fotomodel, * 3. december 1985, Allentown, Pensilvanija, Združene države Amerike.
Kariero je začela kot otroški fotomodel v starosti enajst let, pri petnajstih pa je začela z igranjem; najprej je zaigrala neko neobjavljeno vlogo, kasneje pa je dobila stransko vlogo v televizijski seriji, s katero je doživela preboj v televizijski industriji.
Leta 2004 se je Amanda Seyfried pojavila v filmu Zlobna dekleta ob Lindsay Lohan, Rachel McAdams, Tini Fey, Amy Poehler in Lacey Chabert. Zaigrala je Karen Smith, najbolj zmedeno izmed najpopularnejših deklet na šoli. Za tem je dobila tudi vloge v drugih filmih, kot so Devet življenj (2005) in Alfa Dog (2007). Leta 2006 je dobila glavno vlogo v popularni HBO-jevi televizijski seriji Big Love, leta 2008 pa se je kot Sophie Sheridan pojavila v filmu Mamma Mia!. Ostale pomembnejše vloge, ki jih je dobila v zadnjem času, so glavne vloge v filmih Telo lepe Jennifer in Chloe leta 2009 ter v filmu Dear John naslednjega leta.

## Zgodnje življenje
Amanda Michelle Seyfried se je rodila 3. decembra 1985 v Allentownu, Lehigh County, Pensilvanija, Združene države Amerike, kot hči Ann (rojena Sander), terapevtke in Jacka Seyfrieda, farmacevta. Ima eno starejšo sestro, Jennifer, ki je glasbenica in članica philadelphijske glasbene skupine Love City. Amanda Seyfried se je šolala na šoli William Allen High School v Allentownu, kjer je šolanje končala v letu 2003. Ima nemške korenine.

## Kariera

### Zgodnje delo
Amanda Seyfried je talent in zanimanje za igranje pokazala že v starosti devetih let, ko se je začela redno udeleževati učnih ur igranja v gledališču v njenem rojstnem mestu, Allentownu, Pensilvanija, gledališču Civic Theatre of Allentown. Podpisala je pogodbo z agencijo Image International Agency, ki pa jo je kasneje prekinila, podpisala pogodbo z agencijo Bethlehem's Pro Model Agency in nazadnje še z agencijo Wilhelmina Agency v New Yorkju, New York. Tako je začela s kariero fotomodela. O svojem delu je kasneje povedala:
Bila sem naravno zelo suha in vedno sem morala nositi naramnice, zato nisem bila ljubek fotomodel. Nikoli se nisem počutila lepe, a bilo je zabavno in plačali so mi, da sem si lahko kupila sladkarije.
Med svojo kariero fotomodela se je pojavila v raznih katalogih za razne prodajalne z oblačili, sodelovala pa je tudi s trgovino Limited Too z Leighton Meester. Posnela je tudi tri fotografije, ki so bile objavljene na naslovnici treh knjig pisateljice Francine Pascal. S tem je prenehala pri sedemnajstih letih.
Od enajstega do sedemnajstega leta, med svojo kariero fotomodela, je Amanda Seyfried hodila na učne ure za urjenje glasu. Z Broadwayskim učiteljem petja je trenirala dobrih pet let. Takrat je začela tudi z igranjem, saj se je pojavila v dramski televizijski seriji Luč svetlobe, njena vloga je bila neobjavljena. Leta 2000 je upodobila Lucinda Marie »Lucy« Montgomery #2 v televizijski seriji As the World Turns. Njen lik je bil stranski in vlogo je igrala do leta 2001. Po sedemindvajsetih epizodah je Amanda Seyfried zapustila serijo zaradi kreativnih konfliktov. Med letoma 2002 in 2003 je Amanda Seyfried igrala stransko vlogo Joni Stafford v American Broadcasting Companyjevi (ABC) televizijski seriji All My Children. Leta 2003 je odšla na avdicijo za vlogo zlobnega dekleta Regine George v filmu Zlobna dekleta z Lindsay Lohan; vlogo je nazadnje dobila igralka Rachel McAdams, vendar so producenti filma Amando Seyfried izbrali za igranje ene izmed dveh Regininih nerazumnih »plastičnih« prijateljic in pomočnic, Karen Smith. Film je zaslužil veliko denarja, kar 129 milijonov $ po svetu. Nastop Amande Seyfried je njej in soigralkam Lindsay Lohan, Rachel McAdams in Lacey Chabert prislužil nagrado MTV Movie Award v kategoriji za »najboljšo filmsko ekipo«.
Amanda Seyfried je odšla na avdicijo za glavno vlogo v UPN-jevi televizijski seriji Veronica Mars. Kljub temu, da je vloga nazadnje pripadala igralki Kristen Bell, je Amanda Seyfried zaigrala njeno umorjeno najboljšo prijateljico, Lilly Kane. Kljub temu, da je bil njen lik vedno prikazan samo v ozadju, je vitalna vloga Lilly v prvi sezoni Amando Seyfried naredila za eno izmed prepoznavnih obrazov televizijske serije. Seyfried appeared in ten episodes from 2004–2005. Leta 2005 je Amanda Seyfried zaigrala glavno vlogo, Samantho, vlogo, napisano posebej zanjo, v enem izmed devetih delov filmov Devet življenj, ki so ga kasneje uskladili še z devetimi deli z različnimi temami in igralsko zasedbo. Za svoj nastop v filmu je dobila nagrado Locarno International Film Festival Award v kategoriji za »najboljšo igralko«, ki jo je delila z ostalimi igralkami, ki so v filmu upodobile glavne ženske vloge. V istem letu je zaigrala Mouse v filmu American Gun. Leta 2006 se je Amanda Seyfried pojavila v petih epizodah televizijske serije Wildfire, kjer je upodobila Rebecco. Dobila je tudi glavno vlogo Chrissy v televizijski seriji Gypsies, Tramps & Thieves in stransko vlogo Julie Beckley v filmu Alfa Dog. Med letoma 2004 in 2006 se je Amanda Seyfried večkrat gostovalno pojavila v mnogih televizijskih serijah, vključno s serijami Zdravnikova vest, Justice, Zakon in red: Enota za posebne primere in Na kraju zločina.

### Preboj
Profil Amande Seyfried se je spremenil na boljše, ko je dobila vlogo v HBO-jevi televizijski seriji Big Love. Serija se osredotoči na mormonsko-fundamentalistično družino, v kateri Amanda Seyfried igra Sarah, najstarejšo hčer Billa in Barb, ki se sooča s poligamno vero. Serija Big Love je premiero v Združenih državah Amerike doživela 12. marca 2006. HBO je potrdil, da bo serija izdala obnovljeno četrto sezono - ki so jo snemali v avgustu 2009, prvič pa se je na televiziji predvajala 10. januarja 2010. Amanda Seyfried se je pojavila v vseh petintridesetih epizodah tretje sezone televizijske serije. Decembra 2009 je HBO potrdil, da se bo Amanda Seyfried vrnila v četrto sezono serije, vendar bo to njena zadnja sezona, saj se sama žei osredotočiti na svojo filmsko kariero in prihajajoče projekte.
Po uspehu serije Big Love je Amanda Seyfried dobila vlogo Zoe v grozljivem filmu iz leta 2008, Solstice. Tudi leta 2008 je poleg Meryl Streep zaigrala v filmu Mamma Mia!, romantični komediji, filmski upodobitvi muzikala istega imena iz leta 1999. Mamma Mia! je bil prvi film, v katerem je Amanda Seyfried zaigrala glavno vlogo, Sophie. Film je po vsem svetu zaslužil 609 milijonov $ (od tega samo v Združenih državah 52 milijonov $) in tako postal peti najbolje prodajan film leta 2008 in, od marca 2010, devetinštirideseti najbolje prodajan film vseh časov. Wesley Morris iz revije Boston Globe je komentiral, da »Amanda Seyfried nima čustvenega razpona, zato vse izgleda enako.« Njen glasbeni nastop v filmu Mamma Mia! je izšel na soundtracku filma, za katerega je posnela pet pesmi. Kot del promocije za oba, film in njegov soundtrack, je Amanda Seyfried posnela videospot za pesem »Gimme! Gimme! Gimme! (A Man After Midnight)«.
22. februarja 2009 je Amanda Seyfried skupaj s svojim fantom Dominicom Cooperjem, igralcema Hughom Jackmanom in Zacom Efronom ter glasbenicama Beyoncé Knowles in Vanesso Hudgens predstavljala 81. podelitev Oskarjev. V marcu 2008 je Amanda Seyfried podpisala pogodbo, da bo poleg Megan Fox in Adama Brodyja zaigrala v komični grozljivki Telo lepe Jennifer. V filmu je Amanda Seyfried upodobila Anito »Needy« Lesnicki, najboljšo prijateljico glavnega lika. Film, ki je premiero doživel na filmskem festivalu Toronto International Film Festival leta 2009 in uradno izšel 18. septembra tistega leta, je s strani filmskih kritikov prejel mešane ocene. Robert Abele iz revije Los Angeles Times je v svoji oceni filma napisal: »... ampak je na srečo vloga Needy prišla v roke privlačni Amandi Seyfried, igralki, ki je zmožna Diabla Codyja in se vživeti v osebo, ki se sprašuje, kaj se je zgodilo njeni najboljši prijateljici.« Kurt Loder iz MTV-ja je napisal, da je Amanda Seyfried »ravno prava« za Jenniferino najboljšo prijateljico Needy v filmu Telo lepe Jennifer.
Zgodaj marca 2009 je režiser Zack Snyder izkoristil Amando Seyfried za glavno vlogo Baby Doll v filmu Sucker Punch. Amanda Seyfried naj bi zaigrala poleg igralcev, kot so Vanessa Hudgens, Abbie Cornish in Jena Malone, vendar je v istem mesecu opustila snemanje filmov zaradi sporednih konfliktov televizijske serije Big Love. Emily Browning je kasneje dobila njeno vlogo v filmu. Amanda Seyfried je nato poleg Channinga Tatuma zaigrala v filmu Dear John, filmski upodobitvi istoimenskega romana Nicholasa Sparksa. Film je izšel 10. februarja 2010 in s strani filmskih kritikov v glavnem dobil negativne ocene, kljub temu pa je kritičarka Melissa Anderson iz revije LA Weekly pohvalila Amando Seyfried in Channinga Tatuma za enkratno kemijo v filmu. Kakorkoli že, Michael O'Sullivan iz revije Washington Post je bil manj navdušen nad nastopom Amande Seyfried, saj je napisal, da »drugače upodobi verodostojno zaljubljenost,« vendar ga tokrat ni prepričala, da je »to, kar je naredila, zares morala narediti.« Stephanie Zacharek iz spletne strani Salon.com je lik Amande Seyfried opisala kot potencialno ljubkega in čudežno direktnega, to pa naj bi bili po njenem mnenju tudi edini dve lastnosti, ki jih je Amanda Seyfried zaigrala popolno. Da bi pokazala tudi svoje glasbene talente, je Amanda Seyfried posnela pesem »Little House«, ki je bila izdana na soundtracku za film Dear John. Kljub mnogim negativnim ocenam je Dear John postal prvi film, ki je v zaslužku prekosil film Avatar, saj je zaslužil več kot 80 milijonov $ samo v Združenih državah Amerike.
Amanda Seyfried je zaigrala glavni lik v erotičnem trilerju Chloe, ki ga je izdala filmska založba Sony Pictures Classics 26. marca 2010. Film Chloe, v katerem je zaigrala poleg igralcev Liama Neesona in Julianne Moore, je premiero originalno doživel na filmskem festivalu Toronto Film Festival septembra 2009. V njem Amanda Seyfried zaigra žensko, ki je najeta za testiranje nekega moža, saj njegova žena meni, da ne more zaupati njegovi zvestobi; takoj po sklenitvi dogovora pa ta prinese tudi negativne posledice. Film je v Združenih državah Amerike zaslužil 3 milijone $. Njen nastop so filmski kritiki v glavnem hvalili. Bill Goodykoontz iz revije Arizona Republic je menil, da je Amanda Seyfried »izstopajoča igralka« in napisal, da sta ona in Moore nosila filmov material »dlje, kot bi morala«, vendar je dodal tudi, da nobeden izmed njiju ne preigrava vloge in dopuščata, da se zgodba filma razvije potrpežljivo. A. O. Scott iz časopisa New York Times je glede Amande Seyfried in njenega nastopa napisal, da se trudi »obrniti dvomljivo domišljavost v nekaj bolj verodostojnega.«
Kasneje leta 2010 je Amanda Seyfried dobila vlogo v filmu Letters to Juliet, še ene filmske upodobitve. Film, ki je temeljil na knjigi Lise in Ceil Friedman, je govoril o mladi ženski (Amanda Seyfried), ki odkrije pismo, namenjeno Juliji Capulet. Film je izšel v maju 2010. V poznem januarju 2009 je Amanda Seyfried potrdila, da se bo pojavila v filmski upodobitvi Myriad Pictures knjige Oscarja Wildea, A Woman of No Importance. Film, v katerem bosta poleg nje zaigrala tudi Annette Bening in Sean Bean, naj bi izšel v letu 2011. Amanda Seyfried bo zaigrala simpatijo ženskarja Lorda Illingwortha na »grozni višje-razredni zabavi družine v angleškem podeželju.«

## Zasebno življenje in medijska slika
Prvi resnejši partner Amande Seyfried je bil njen soigralec iz televizijske serije All My Children, Micah Alberti, kasneje pa je začela hoditi s kolegom iz filma Alfa Dog, Emileom Hirschom. Leta 2005 je pričela razmerje z glasbenikom in igralcem Jessejem Marchantom; njuno triletno razmerje se je končalo leta 2008. Leta 2009 je začela hoditi s soigralcem iz filma Mamma Mia!, Dominicom Cooperjem, vendar sta maja 2010 objavila, da sta si »vzela premor«. Je tudi zelo dobra prijateljica s sodelavko iz filma American Gun, Nikki Reed. Leta 2008 je Amanda Seyfried pristala na petinšestdesetem mestu lestvice »Seznam neodvisnih kritikov: 100 najlepših slavnih obrazov po vsem svetu« ter na petem mestu na lestvici »25 pod 25. letom: Hollywoodske najprivlačnejše mlade zvezde«. V naslednjem letu je pristala na sedemnajstem mestu lestvice britanske revije Glamour, »30 najprivlačnejših in najbolj vročih zvezdnikov pod 30. letom«. Leta 2009 ji je revija People podelila četrto mesto na lestvici »najlepši 2009 - lepi v vsakem letu«. V izidu revije Glamour aprila 2010 so Amando Seyfried postavili na tretje mesto na lestvici »50 najbolj glamuroznih žensk leta 2010«. Amanda Seyfried se je še enkrat pojavila na lestvici revije People, »najlepši 2010«, na sliki zraven pa je bila slikana brez ličil.

## Filmografija

### Filmi
| Leto | Naslov                            | Vloga                             | Opombe           |
| ---- | --------------------------------- | --------------------------------- | ---------------- |
| 2004 | Zlobna dekleta                    | Karen Smith                       |                  |
| 2005 | Devet življenj                    | Samantha                          |                  |
| 2005 | American Gun                      | Mouse                             |                  |
| 2006 | Alfa Dog                          | Julie Beckley                     |                  |
| 2006 | Gypsies, Tramps & Thieves         | Chrissy                           |                  |
| 2008 | Solstice                          | Zoe                               |                  |
| 2008 | Mamma Mia!                        | Sophie                            |                  |
| 2008 | Official Selection                | Emily                             | Kratki film      |
| 2009 | Boogie Woogie                     | Paige Prideaux                    |                  |
| 2009 | Telo lepe Jennifer                | Anita »Needy« Lesnicki            |                  |
| 2010 | Dear John                         | Savannah Lynn Curtis              | Post-Production. |
| 2010 | Letters to Juliet                 | Sophie                            | Post-produkcija  |
| 2010 | The Girl with the Red Riding Hood | The Girl with the Red Riding Hood |                  |
| 2010 | Chloe                             | Chloe                             |                  |
| 2011 | A Woman of No Importance          | Hester Worsley                    | Tudi produkcija  |
| 2018 | Mamma mia! Spet začenja se        | Sophie                            |                  |

### Televizija
| Leto       | Naslov                                 | Vloga                              | Opombe                     |
| ---------- | -------------------------------------- | ---------------------------------- | -------------------------- |
| 2000–2001  | As the World Turns                     | Lucinda Marie 'Lucy' Montgomery #2 | 27 epizod                  |
| 2002–2003  | All My Children                        | Joni Stafford                      | 3 epizode                  |
| 2004       | Zakon in red: Enota za posebne primere | Tandi McCain                       | »Outcry«                   |
| 2004–2005  | Veronica Mars                          | Lilly Kane                         | 10 epizod                  |
| 2005       | Zdravnikova vest                       | Pam                                | »Detox«                    |
| 2006       | Veronica Mars                          | Lilly Kane                         | »Not Pictured«             |
| 2006       | Justice                                | Ann Diggs                          | »Pretty Woman«             |
| 2006       | Wildfire                               | Rebecca                            | 5 epizod                   |
| 2006       | Na kraju zločina                       | Lacey Finn                         | »Rashomama«                |
| 2006–danes | Big Love                               | Sarah Henrickson                   |                            |
| 2008       | American Dad!                          | Amy                                | »Escape from Pearl Bailey« |

## Diskografija

### Soundtracki
| Leto | Naslov                                        | Film       |
| ---- | --------------------------------------------- | ---------- |
| 2008 | »Gimme! Gimme! Gimme! (A Man After Midnight)« | Mamma Mia! |
| 2010 | »Little House«                                | Dear John  |

### Videospoti
| Leto | Naslov                                        | Film       |
| ---- | --------------------------------------------- | ---------- |
| 2008 | »Gimme! Gimme! Gimme! (A Man After Midnight)« | Mamma Mia! |

## Nagrade in nominacije
Gotham Awards
2005 za najboljšo igralsko zasedbo (skupaj z Kathy Baker, Amy Brenneman, Glenn Close, Dakoto Fanning, Liso Gay Hamilton, Holly Hunter, Molly Parker, Mary Kay Place, Sydney Tamiia Poitier, Sissy Spacek, Rebecco Tilney, Robin Wright Penn in Elpidio Carrillo) za Devet življenj - nominirana
Locarno International Film Festival Awards
2005 za najboljšo igralko (skupaj z Kathy Baker, Amy Brenneman, Glenn Close, Dakoto Fanning, Liso Gay Hamilton, Holly Hunter, Molly Parker, Mary Kay Place, Sydney Tamiia Poitier, Sissy Spacek, Rebecco Tilney, Robin Wright Penn in Elpidio Carrillo) za Devet življenj - dobila
MTV Movie Awards
2005 za najboljšo filmsko ekipo (skupaj z Lindsay Lohan, Rachel McAdams in Lacey Chabert) za Zlobna dekleta - dobila
2009 za najboljši ženski preboj za Mamma Mia! - nominirana
2010 za najboljši ženski nastop za Dear John - nominirana
2010 za najboljši prestrašeni nastop za Telo lepe Jennifer - nominirana
People's Choice Awards
2009 za najljubšo igralsko zasedbo (skupaj z Meryl Streep, Colinom Firthom, Pierceom Brosnanom in Stellanom Skarsgårdom) za Mamma Mia! - nominirana
ShoWest Award
2010 za preboj ženske zvezdnice leta - dobila
Teen Choice Awards
2010 za izbiro filmske igralke: drama za Dear John - nominirana
2010 za izbiro filmske igralke: romantična komedija za Letters To Juliet - nominirana